# Alan Pangborn
Alan Pangborn är en sheriff i den fiktiva staden Castle Rock, i böcker av Stephen King. Han förekommer först i Stark, där han försöker finna den mordiske George Stark, och sedan i Köplust (bok), där han möter den diaboliske Mr. Gaunt.